# Бланш Бінґлі
Бланш Бінґлі (англ. Blanche Bingley; 3 листопада 1863 — 6 серпня 1946) — колишня британська тенісистка.
Здобула 58 одиночних титулів.
Шість разів перемагала на Вімблдоні в одиночному розряді.

## Фінали турнірів Великого шолома

### Одиночний розряд: 13 (6–7)
| Результат | Рік   | Турнір                   | Покриття | Суперниця        | Рахунок       |
| --------- | ----- | ------------------------ | -------- | ---------------- | ------------- |
| Поразка   | 1885  | Вімблдонський турнір     | Трава    | Мод Вотсон       | 1–6, 5–7      |
| Перемога  | 1886  | Вімблдонський турнір     | Трава    | Мод Вотсон       | 6–3, 6–3      |
| Поразка   | 1887  | Вімблдонський турнір     | Трава    | Лотті Дод        | 2–6, 0–6      |
| Поразка   | 1888  | Вімблдонський турнір     | Трава    | Лотті Дод        | 3–6, 3–6      |
| Перемога  | 18891 | Вімблдонський турнір (2) | Трава    | Лена Райс        | 4–6, 8–6, 6–4 |
| Поразка   | 18913 | Вімблдонський турнір     | Трава    | Лотті Дод        | 2–6, 1–6      |
| Поразка   | 1892  | Вімблдонський турнір     | Трава    | Лотті Дод        | 1–6, 1–6      |
| Поразка   | 1893  | Вімблдонський турнір     | Трава    | Лотті Дод        | 8–6, 1–6, 4–6 |
| Перемога  | 18942 | Вімблдонський турнір (3) | Трава    | Едіт Остін       | 6–1, 6–1      |
| Перемога  | 1897  | Вімблдонський турнір (4) | Трава    | Шарлотта Купер   | 5–7, 7–5, 6–2 |
| Перемога  | 1899  | Вімблдонський турнір (5) | Трава    | Charlotte Cooper | 6–2, 6–3      |
| Перемога  | 1900  | Вімблдонський турнір (6) | Трава    | Charlotte Cooper | 4–6, 6–4, 6–4 |
| Поразка   | 1901  | Вімблдонський турнір     | Трава    | Charlotte Cooper | 2–6, 2–6      |

1This was the all-comers final as Лотті Дод did not defend her 1888 Wimbledon титул, which resulted in the winner of the all-comers final winning the challenge round and, thus, Wimbledon in 1889 by walkover.

2This was the all-comers final as Лотті Дод did not defend her 1893 Wimbledon титул, which resulted in the winner of the all-comers final winning the challenge round and, thus, Wimbledon in 1894 by walkover.
3This was the all-comers final as Лена Райс did not defend her 1890 Wimbledon титул, which resulted in the winner of the all-comers final winning the challenge round and, thus, Wimbledon in 1891 by walkover.

## Виступи у турнірах Великого шолома
| W | Ф | ПФ | ЧФ | #Р | КТ | К# | DNQ | A | NH |

|                      | 1884 | 1885 | 1886 | 1887 | 1888 | 1889 | 1890 | 1891 | 1892 | 1893 | 1894 | 1895 | 1896 | 1897 | 1898 | 1899 | 1900 | 1901 | 1902 | 1903 | 1904 | 1905 | 1906 | 1907 | 1908 | 1909 | 1910 | 1911 | 1912 | 1913 |
| Вімблдонський турнір | ПФ   | Ф    | П    | Ф    | Ф    | П    |      | Ф    | Ф    | Ф    | П    |      |      | П    |      | П    | П    | Ф    | 2р   |      | 3р   | ПФ   | ЧФ   | ПФ   | 2р   | 2р   | 3р   |      | ПФ   | 2р   |